# 佐久間健人
佐久間 健人（さくま たけと、1941年 - ） は、日本の材料科学者。東京大学名誉教授。元高知工科大学学長。元日本金属学会会長。瑞宝中綬章受章。

## 人物・経歴
1965年東北大学工学部卒業。1970年東北大学大学院工学研究科博士課程修了、工学博士、東北大学工学部助手。1974年東北大学工学部助教授。1981年ケンブリッジ大学客員研究員。1986年東京大学工学部教授。
1989年日本MRS理事。1991年日本熱処理技術協会理事、文部省学術審議会専門委員、通商産業省工業標準調査会委員。1995年超塑性研究会会長。1997年日本鉄鋼協会理事、ICSMA国際諮問委員会委員。1998年ICSAM国際諮問委員会委員長、IIB国際諮問委員会委員、通商産業省産業構造審議会臨時委員、日本鉄鋼連盟鋼材規格三者委員会委員長。
2000年科学技術振興機構新技術審議会新技術開発部会専門委員。2001年日本金属学会会長、文部科学省科学技術・学術審議会専門委員、新エネルギー・産業技術総合開発機構材料技術審議委員会委員。2002年全国材料関係教室協議会会長、日本学術振興会21世紀COEプログラム委員会分野別審査・評価部会専門委員。
2003年日本学術会議会員、新エネルギー・産業技術総合開発機構技術委員、池谷科学技術振興財団評議員。2004年大学評価・学位授与機構教授、東京大学名誉教授、日本工学会副会長。2005年高知工科大学副学長、文部科学省科学技術・学術審議会専門委員、資源エネルギー庁総合資源エネルギー調査会委員、資源エネルギー庁総合資源エネルギー調査会鉄鋼WG座長、カシオ科学振興財団評議員。2006年財団法人本多記念会理事長。
2008年高知工科大学学長。2009年公立大学法人高知工科大学副理事長。2010年財団法人本多記念会評議員、池谷科学技術振興財団理事。2011年日本学術会議連携会員、財団法人本多記念会評議員会長。平成29年秋の叙勲で瑞宝中綬章受章。

## 著書
- 『金属組織写真集 鉄鋼材料編』（西澤泰二と共編著）日本金属学会 1979年
- 『セラミック材料学』海文堂出版 1990年
- 『材料科学概論』（井野博満と共著）朝倉書店 2000年

## 受賞歴
- 日本金属学会論文賞 1990年[2]
- 日本セラミックス協会賞 1995年[2]
- 日本鉄鋼協会学術功績賞 1997年[2]
- 日本金属学会谷川・ハリス賞 1998年[2]
- 日本熱処理技術協会学術功績賞 1999年[2]
- 日本金属学会論文賞 2000年[2]
- ICSAM（超塑性国際会議）Award 2000年[2]
- 通商産業大臣表彰 2000年[2]
- Science and Technology of Advanced Materials 最優秀論文賞 2001年[2]
- 日本金属学会論文賞 2003年[2]
- 日本金属学会村上記念賞 2003年[2]
- 日本金属学会賞 2008年[2]
- 本多記念会本多記念賞 2012年[2]
- 藍綬褒章 2012年[2]
- 瑞宝中綬章 2017年[10]